# Svenska Badmintonförbundet
Der Svenska Badmintonförbundet (SBF) ist die oberste nationale administrative Organisation in der Sportart Badminton in Schweden. Der Verband mit Sitz im Haus des Sports (Idrottens Hus) in Stockholm wurde am 9. April 1936 gegründet.

## Geschichte
Badminton wurde in Schweden erstmals 1932 gespielt, als das Spiel vom nahen Dänemark herüberschwappte, zuerst in Malmö, gefolgt von Stockholm und Göteborg. In der Saison 1936/1937 wurden die ersten dänischen Meisterschaften ausgetragen, 1956 die Swedish Open. In der Zwischenzeit wurde der Svenska Badmintonförbundet 1937 Mitglied der Badminton World Federation, damals als International Badminton Federation bekannt. Mit Stellan Mohlin stellte der schwedische Badmintonverband auch einen herausragenden Präsidenten der IBF. Der SBF wurde 1967 ebenfalls Gründungsmitglied im kontinentalen Dachverband Badminton Europe, damals noch als European Badminton Union bekannt. 2000 wurden die Swedish Open letztmals ausgetragen und 2004 durch die Swedish International Stockholm ersetzt. Mit den Malmö International wurde in den 1990er Jahren ein weiteres internationales Top-Turnier ausgerichtet.

## Präsidenten
| Jahre     | Präsident            |
| --------- | -------------------- |
| 1936–1939 | Tom Bennet           |
| 1939–1950 | Harald Fredén        |
| 1950–1955 | Bengt Leman          |
| 1955–1964 | Stig Facht           |
| 1964–1969 | Björn Franzén        |
| 1969–1971 | Gugge Wennström      |
| 1971–1973 | Sten Sandström       |
| 1973–1976 | Lars Andréasson      |
| 1977–1981 | Lennart Jörlöv       |
| 1981–1985 | Owe Wikström         |
| 1985–1997 | Owe Källestål        |
| 1997–1999 | CG Larsson           |
| 1999–2000 | Carl-Ehrnfrid Olsson |
| 2000–2008 | Hans Lenkert         |
| 2008–2012 | Mervi Karttunen      |
| 2013–2016 | Mats Tibbelin        |
| 2016–     | Tommy Theorin        |

## Bedeutende Veranstaltungen, Turniere und Ligen
- Malmö International
- Schwedische Juniorenmeisterschaft
- Schwedische Meisterschaft
- Schwedische Mannschaftsmeisterschaft
- Schwedische Seniorenmeisterschaft
- Swedish International Stockholm
- Swedish Juniors
- Swedish Open
- Uppsala International